# Ralph Lattimore
Ralph Lattimore, né le 23 juin 1967 à Christchurch, en Nouvelle-Zélande, est un joueur néo-zélandais de basket-ball, évoluant au poste de meneur. 